# باشگاه فوتبال اتلتیکو پاتروناتو
اتلتیکو پاتروناتو (به اسپانیایی: Club Atlético Patronato de la Juventud Católica) که با نام پاتروناتو پارانا نیز شناخته می‌شود، یک باشگاه فوتبال در پارانا، انتره ریوس در کشور آرژانتین می‌باشد که در حال حاضر در لیگ سطح دو آرژانتین بازی می‌کند. این باشگاه در تاریخ ۱ فوریه ۱۹۱۴ تأسیس شده‌است.